# Martinselkonen
Martinselkonen este o arie protejată (arie specială de conservare — SAC, sit de importanță comunitară — SCI) din Finlanda întinsă pe o suprafață de 6.194 ha, integral pe uscat.

## Localizare
Centrul sitului Martinselkonen este situat la coordonatele 65°11′25″N 29°47′07″E / 65.1903°N 29.7853°E.

## Înființare
Situl Martinselkonen a fost declarat sit de importanță comunitară în august 1998 pentru a proteja 1 specie de animale. Situl a fost protejat și ca arie specială de conservare în aprilie 2015.

## Biodiversitate
Situată în ecoregiunea boreală, aria protejată conține 13 habitate naturale: Lacuri și iazuri distrofice naturale, Cursuri de apă de la nivel de câmpie la nivel montan, cu vegetație Ranunculion fluitantis și Callitricho-Batrachion, Pajiști aluvionare boreale nordice, Turbării active, Turbării Aapa, Mlaștini turboase de tranziție și turbării mișcătoare, Taiga vestică, Izvoare fino-scandinave și mlaștini produse de izvoare bogate în minerale, Păduri fino-scandinave bogate în ierburi cu Picea abies, Mlaștini alcaline, Păduri caducifoliate de mlaștină fino-scandinave, Mlaștini împădurite, Păduri aluvionare cu Alnus glutinosa și Fraxinus excelsior (Alno-Padion, Alnion incanae, Salicion albae).
La baza desemnării sitului se află o specie protejată de  mamifere: gluton (Gulo gulo).
Pe lângă speciile protejate, pe teritoriul sitului au mai fost identificate 1 specie de plante, 12 specii de păsări, 3 specii de mamifere, 6 specii de pești.